# Pont de Wheatstone
Un pont de Wheatstone és un instrument elèctric de mesura inventat per Samuel Hunter Christie el 1832, millorat i popularitzat per Sir Charles Wheatstone a 1843. S'utilitza per mesurar resistències desconegudes mitjançant l'equilibri dels braços del pont. Aquests estan constituïts per quatre resistències que formen un circuit tancat, una de les quals la resistència sota mesura.

Figura 1.-Disposició del Pont de Wheatstone.

La Figura 1 següent mostra la disposició elèctrica del circuit i la Figura 2 correspon a la imatge real d'un pont de Wheatstone típic. A la Figura 1 Rx és la resistència el valor volem determinar, R  1 , R₂ i R₃ són resistències de valors coneguts, a més la resistència R₂ és ajustable. Si la relació de les dues resistències del braç conegut (R  1 /R₂) és igual a la relació de les dues del braç desconegut (Rx/R₃), el voltatge entre els dos punts mitjans serà nul i, per tant, no circularà corrent algun entre aquests dos punts  C  i  B . 

Per efectuar la mesura el que es fa és variar la resistència R₂ fins a arribar al punt d'equilibri. La detecció de corrent nul es pot fer amb gran precisió mitjançant el galvanòmetre A.
La direcció del corrent, en cas de desequilibri, indica si R₂ és massa alta o massa baixa. El valor de la FEM (E) del generador és indiferent i no afecta la mesura.

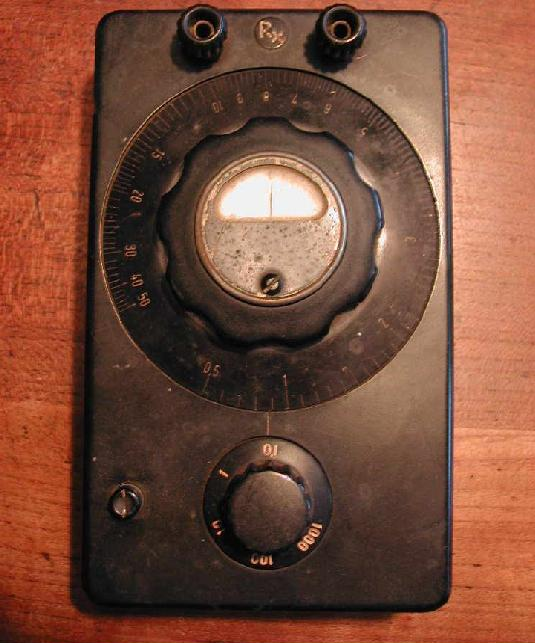
Figura 2 .- Imatge d'un Pont de Wheatstone típic.

Quan el pont està construït de manera que R₃ és igual a R₂, Rx és igual a R1 en condició d'equilibri. (corrent nul pel galvanòmetre).
Així mateix, en condició d'equilibri sempre es compleix que:
{\displaystyle R_{x}={\frac {R_{1}\times R_{3}}{R_{2}}}}
Si els valors de R  1 , R₂ i R₃ es coneixen amb molta precisió, el valor de Rx pot ser determinat igualment amb precisió. Petits canvis en el valor de Rx trencaran l'equilibri i seran clarament detectats per la indicació del galvanòmetre.
De forma alternativa, si els valors de R  1 , R₂ i R₃ són coneguts i R₂ no és ajustable, el corrent que flueix a través del galvanòmetre pot ser utilitzat per calcular el valor de Rx d'aquesta manera procediment més ràpid que ajustar a zero el corrent a través del mesurador.

## Variants
Variants del pont de Wheatstone es poden utilitzar per a la mesura d'impedància, capacitància i inductància.
La disposició en pont també és àmpliament utilitzada en instrumentació electrònica. Per a això, es substitueixen una o més resistències per sensors, que en variar la seva resistència donen lloc a una sortida proporcional a la variació. A la sortida del pont (a la Figura 1, on hi ha el galvanòmetre) s'hi sol col·locar un amplificador.